# Otello Martelli
Otello Martelli (Roma, 19 maggio 1902 – Roma, 20 febbraio 2000) è stato un direttore della fotografia italiano.

## Biografia
Attivo sin dagli anni venti, ha collaborato con i maggiori registi italiani tra cui, per citarne solo alcuni, Roberto Rossellini, Alberto Lattuada, Federico Fellini, Alessandro Blasetti, Giuseppe De Santis, Vittorio De Sica e Pier Paolo Pasolini. In particolare ha curato la fotografia di tutti i film di Fellini dal 1950 (Luci del varietà) fino al 1961 (episodio Le tentazioni del dottor Antonio in Boccaccio '70). Nella sua filmografia si annoverano diverse pietre miliari del cinema mondiale, come La dolce vita, Paisà o L'oro di Napoli.

## Filmografia
- Liberazione, regia di Jacques Creusy (1920)
- La giovinezza del diavolo, regia di Roberto Roberti (1920)
- Anima selvaggia, regia di Gaston Ravel (1920)
- La ferita, regia di Roberto Roberti (1920)
- Consuelita, regia di Roberto Roberti (1921)
- Il farfallino, regia di Camillo De Riso (1921)
- La donna, il diavolo, il tempo, regia di Edoardo Bencivenga (1921)
- La donna nuda, regia di Roberto Roberti (1922)
- Fior di levante, regia di Roberto Roberti (1925)
- Garibaldi/Anita o Il romanzo d'amore dell'eroe dei due mondi, regia di Aldo De Benedetti (1926)
- La gesta dell'artide (1928)
- Il cardinale Lambertini, regia di Parsifal Bassi (1934)
- Vecchia guardia, regia di Alessandro Blasetti (1934)
- La mia vita sei tu, regia di Pietro Francisci (1935)
- Darò un milione, regia di Mario Camerini (1935)
- Un bacio a fior d'acqua, regia di Giuseppe Guarino (1935)
- Arma bianca, regia di Ferdinando M. Poggioli (1936)
- L'ambasciatore, regia di Baldassarre Negroni (1936)
- L'antenato, regia di Guido Brignone (1936)
- Vivere!, regia di Guido Brignone (1937)
- Fermo con le mani, regia di Gero Zambuto (1937)
- Marcella, regia di Guido Brignone (1937)
- Allegri masnadieri, regia di Marco Elter (1937)
- Contessa di Parma, regia di Alessandro Blasetti (1937)
- Chi è più felice di me!, regia di Guido Brignone (1937)
- Gli uomini non sono ingrati, regia di Guido Brignone (1938)
- Jeanne Doré, regia di Mario Bonnard (1938)
- Io, suo padre, regia di Mario Bonnard (1938)
- Papà per una notte, regia di Mario Bonnard (operatore di macchina) (1939)
- Follie del secolo, regia di Amleto Palermi (1939)
- Il signore della taverna, regia di Amleto Palermi (1939)
- Kean, regia di Guido Brignone (1940)
- Lucrezia Borgia, regia di Hans Hinrich (1940)
- Miseria e nobiltà, regia di Corrado D'Errico (1940)
- Il re del circo, regia di Hans Hinrich (1941)
- Il bravo di Venezia, regia di Carlo Campogalliani (1941)
- Tragica notte, regia di Mario Soldati (1942)
- Don Giovanni, regia di Dino Falconi (1942)
- La Gorgona, regia di Guido Brignone (1942)
- La carica degli eroi, regia di Anton Giulio Majano & Oreste Biancoli (1943)
- Quartieri alti, regia di Mario Soldati (con Aldo Tonti) (1943)
- Ultimo amore, regia di Luigi Chiarini (1944)
- Paisà, regia di Roberto Rossellini (1946)
- La grande aurora, regia di Giuseppe Maria Scotese (1946)
- Il duomo di Milano, regia di Alessandro Blasetti (con Mario Craveri) (1946)
- Caccia tragica, regia di Giuseppe De Santis (1946)
- Riso amaro, regia di Giuseppe De Santis (1948)
- La madonnina d'oro, regia di Ladislao Vajda (con Anchise Brizzi) (1948)
- La montagna di cristallo, regia di Henry Cass (1949)
- Stromboli, terra di Dio, regia di Roberto Rossellini (1949)
- Cagliostro o Gli spadaccini della serenissima, regia di Gregory Ratoff & (non accreditato) Orson Welles (1949)
- Luci del varietà, regia di Alberto Lattuada & Federico Fellini (1950)
- Francesco, giullare di Dio, regia di Roberto Rossellini (1950)
- Due mogli sono troppe, regia di Mario Camerini (con Geoffrey Faithfull) (1951)
- Anna, regia di Alberto Lattuada (1951)
- Roma ore 11, regia di Giuseppe De Santis (1952)
- Siamo donne (episodio Concorso 4 attrici, 1 speranza, regia di Alfredo Guarini ed episodio Il pollo, regia di Roberto Rossellini) (1952)
- Campione del mondo, regia di Massimo Mida (1952)
- I vitelloni, regia di Federico Fellini (con Carlo Carlini & Luciano Trasatti) (1953)
- Un marito per Anna Zaccheo, regia di Giuseppe De Santis (1953)
- Il terrore dell'Andalusia, regia di Ladislao Vajda (con Eloy Mella) (1953)
- La strada, regia di Federico Fellini (con Carlo Carlini) (1954)
- Giorni d'amore, regia di Giuseppe De Santis (1953)
- L'oro di Napoli, regia di Vittorio De Sica (1953)
- La donna del fiume, regia di Mario Soldati (con Roberto Gerardi) (1954)
- Il bidone, regia di Federico Fellini (1955)
- La fortuna di essere donna, regia di Alessandro Blasetti (1955)
- Guendalina, regia di Alberto Lattuada (1956)
- Le notti di Cabiria, regia di Federico Fellini (con Aldo Tonti) (1957)
- Vacanze a Ischia, regia di Mario Camerini (1956)
- La diga sul Pacifico, regia di René Clément (con Aldo Tonti) (1957)
- Cuba '58, regia di José Miguel García Ascot & Jorge Fraga (con José Tabio) (1958)
- La legge, regia di Jules Dassin (1958)
- La dolce vita, regia di Federico Fellini (1960)
- La ragazza in vetrina, regia di Luciano Emmer (1960)
- Boccaccio '70 (episodi La riffa, regia di Vittorio De Sica e Le tentazioni del dottor Antonio, regia di Federico Fellini) (1962)
- La rossa, regia di Helmut Käutner (1962)
- Il maestro di Vigevano, regia di Elio Petri (1963)
- Sopralluoghi in Palestina per il vangelo secondo Matteo (documentario), regia di Pier Paolo Pasolini (con Aldo Pinelli) (1963)
- Cyrano et d'Artagnan, regia di Abel Gance (1963)
- La donna è una cosa meravigliosa (segmento Una donna dolce, dolce..., regia di Mauro Bolognini) (1963)
- La mia signora (segmento L'automobile, regia di Tinto Brass) (1964)
- I tre volti (segmento Latin Lover, regia di Franco Indovina & Gli amanti celebri, regia di Mauro Bolognini) (1964)
- Menage all'italiana, regia di Franco Indovina (1965)
- 3 pistole contro Cesare, regia di Enzo Peri (1967)